# Матрица Коши (дифференциальные уравнения)
В математике матрицей Коши (также импульсная функция, матрицант) системы дифференциальных уравнений
{\displaystyle x'(t)=A(t)x(t)}, {\displaystyle x(t)\in \mathbb {R} ^{n}}, {\displaystyle t\in (t_{1},t_{2})},
называется матрица 
{\displaystyle C(t,s)=X(t)X(s)^{-1}}, {\displaystyle (t;s)\in (t_{1},t_{2})\times (t_{1},t_{2})}
где {\displaystyle X(t)} — матрицант  данной системы (нормировка: {\displaystyle X(t_{0})=I}, {\displaystyle t_{0}\in (t_{1},t_{2})}).
(Иногда не {\displaystyle X(t)}, а саму матрицу Коши называют матрицантом.)

## Решение систем неоднородных дифференциальных линейных уравнений
Матрица Коши используется для представления с её помощью решений систем неоднородных дифференциальных линейных уравнений. Любое решение неоднородной системы:
{\displaystyle x'(t)=A(t)x(t)+B(t),\quad x(t)\in \mathbb {R} ^{n},\quad t\in (t_{1},t_{2}),}
где {\displaystyle B(t)\in \mathbb {R} ^{n}} — локально суммируемая функция на {\displaystyle (t_{1},t_{2}),}
может быть представлено через матрицу Коши однородной системы:
{\displaystyle x'(t)=A(t)x(t),\quad x(t)\in \mathbb {R} ^{n},\quad t\in (t_{1},t_{2}),}
в виде:
{\displaystyle x(t)=X(t)x(t_{0})+\int _{t_{0}}^{t}C(t,s)B(s)ds,\quad t\in (t_{1},t_{2}).}

## Свойства
- {\displaystyle C(t,s)} непрерывна в {\displaystyle (t_{1},t_{2})\times (t_{1},t_{2})}
- Для любых t, s и r  принадлежащих интервалу {\displaystyle (t_{1},t_{2})} верны следующие утверждения:
  1. {\displaystyle C(t,s)=C(t,t_{0})C(s,t_{0})^{-1}}
  2. {\displaystyle C(t,s)=C(t,r)C(r,s)}
  3. {\displaystyle C(s,t)=C(t,s)^{-1}}
  4. {\displaystyle C(t,t)=I}
  5. Если {\displaystyle C_{*}(t,s)} — матрица сопряжённой системы
{\displaystyle x'(t)=-A^{*}(t)x(t)}, {\displaystyle x(t)\in \mathbb {R} ^{n}},
то
{\displaystyle C_{*}(t,s)=(C(t,s)^{*})^{-1}}
  6. {\displaystyle |C(t,s)|\leqslant e^{\int _{s}^{t}|A(r)|dr},\quad s\leqslant t,}
где {\displaystyle |\cdot |} — норма матрицы.

## Система дифференциальных уравнений с постоянными коэффициентами
В случае {\displaystyle A(t)=A=\mathrm {const} } матрицант равен
{\displaystyle X(t)=e^{A(t-t_{0})}},
где {\displaystyle e^{As}} — матричная экспонента, следовательно, матрица Коши:
{\displaystyle C(t,s)=e^{A(t-s)}},
{\displaystyle C(t,s)=X(t-s)},
таким образом, в этом случае для получения матрицы Коши достаточно подставить (t - s) в качестве аргумента матрицанта.
Общее решение системы линейных неоднородных дифференциальных уравнений с постоянными коэффициентами имеет вид:
{\displaystyle x(t)=e^{A(t-t_{0})}x(t_{0})+\int _{t_{0}}^{t}e^{A(t-s)}B(s)ds,\quad t\in (t_{1},t_{2}).}